# Regione del Sahel (Burkina Faso)
La regione del Sahel era una delle regioni del Burkina Faso. La capitale della regione era Dori. La riforma amministrativa di luglio 2025 ha stabilito di suddividere la regione in due: quella di Soum e quella di Liptako. 

## Province
La regione era suddivisa in 4 province:
- Oudalan
- Séno
- Soum
- Yagha